# Сивъяха
Сивъяха, Сив-Яга — река в России, протекает в округе Вуктыл Республики Коми. Устье реки находится в 21 км от устья реки Вангыръю по правому берегу. Длина реки составляет 29 км.
Река образуется слиянием небольших рек Левая Сивъяха и Правая Сивъяха на Приполярном Урале к северо-западу от горы Лыэсьнырд (высота 882,7 м НУМ), входящей в Исследовательский хребет. Генеральное направление течения — запад. Течение носит бурный, горный характер; в среднем и нижнем течении скорость течения составляет 1,8 — 1,9 м/с. Ширина реки составляет около 20 метров в нижнем течении и около 35 метров в нижнем, ширина Сивъяхи превышает ширину Вангыръю в месте слияния. Река образует в течении многочисленные острова и часто дробится на протоки.
Всё течение проходит по ненаселённой, холмистой тайге в черте национального парка Югыд ва. Перед устьем ширина реки составляет 35 метров, скорость течения — 1,8 м/с.

## Данные водного реестра
По данным государственного водного реестра России относится к Двинско-Печорскому бассейновому округу, водохозяйственный участок реки — Печора от водомерного поста у посёлка Шердино до впадения реки Уса, речной подбассейн реки — бассейны притоков Печоры до впадения Усы. Речной бассейн реки — Печора.
Код объекта в государственном водном реестре — 03050100212103000062705.